# Municipio de Washington (condado de Clark, Indiana)
El municipio de Washington (en inglés: Washington Township) es un municipio ubicado en el condado de Clark en el estado estadounidense de Indiana. En el año 2010 tenía una población de 1702 habitantes y una densidad poblacional de 18,62 personas por km².

## Geografía
Según la Oficina del Censo de los Estados Unidos, tiene una superficie total de 91.4 km², de la cual 91,15 km² corresponden a tierra firme y (0,27 %) 0,25 km² es agua.

## Demografía
Según el censo de 2010, había 1702 personas residiendo. La densidad de población era de 18,62 hab./km². De los 1702 habitantes, estaba compuesto por el 98,24 % blancos, el 0,12 % eran afroamericanos, el 0,06 % eran amerindios, el 0,41 % eran asiáticos, el 0,65 % eran de otras razas y el 0,53 % eran de una mezcla de razas. Del total de la población el 0,94 % eran hispanos o latinos de cualquier raza.